# Most Uniwersytecki w Bydgoszczy
Most Uniwersytecki – most wantowy drogowy nad rzeką Brdą w Bydgoszczy, będący elementem Trasy Uniwersyteckiej.

## Lokalizacja

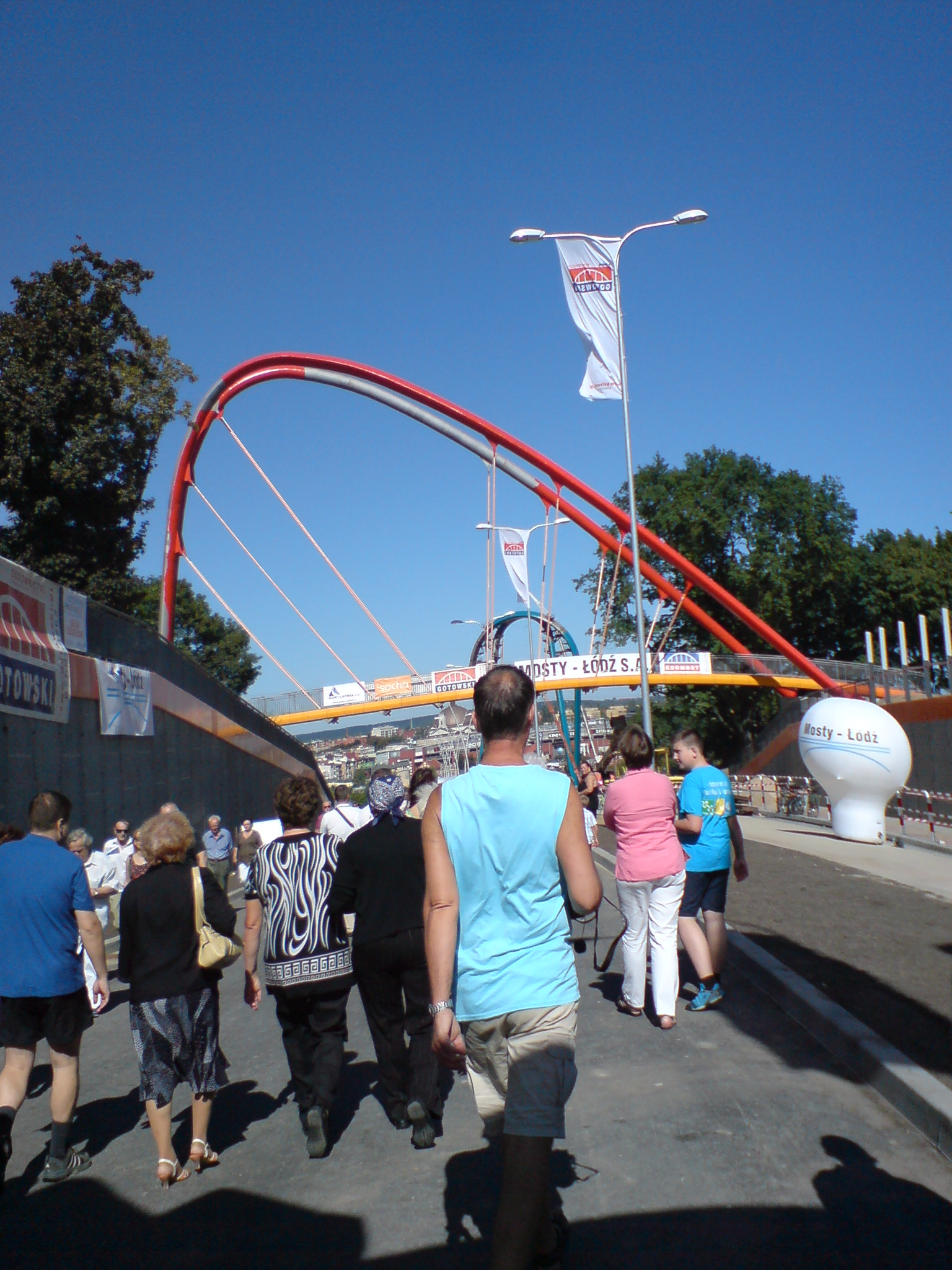
Most Uniwersytecki – most w dniu otwarcia dla pieszych i rowerzystów (08.09.2013 r.)

Most Uniwersytecki w Bydgoszczy jest częścią dwujezdniowej Trasy Uniwersyteckiej wiodącej z ulicy Michała Ogińskiego do ul. Wojska Polskiego. Jej długość całkowita wynosi 1,58 km, z tego 720 m prowadzona jest po moście i estakadach. Łączy północne i południowe osiedla miasta: Bielawy i Skrzetusko ze Wzgórzem Wolności. Obiekt położony jest ponad rzeką Brdą oraz ulicami: Jagiellońską na lewym i Toruńską na prawym brzegu rzeki.

## Historia
Plany budowy trasy w ciągu ulicy Ogińskiego istniały od lat 70. XX wieku. Przeszkodą w jej budowie w kolejnych dziesięcioleciach były problemy finansowe. Dopiero po pojawieniu się możliwości dofinansowania unijnego budowa okazała się możliwa.
16 października 2010 roku podpisano umowę na wykonanie zadania z terminem zakończenia do 30 listopada 2013 roku. Podstawowym celem inwestycji było wykonanie w ciągu ul. Michała Ogińskiego połączenia al. Powstańców Wielkopolskich na Dolnym Tarasie miasta z ul. Wojska Polskiego na Górnym Tarasie, położonym ok. 30 m wyżej niż Taras Dolny.
Generalnym projektantem dokumentacji powstałej w Biurze Projektów „Transprojekt” Gdańsk Sp. z o.o. był Tadeusz Stefanowski. Realizacją zajęło się konsorcjum firm w składzie: lider – Przedsiębiorstwo Robót Mostowych Mosty-Łódź S.A. w Łodzi z partnerami: Firmą GOTOWSKI Budownictwo Komunikacyjne i Przemysłowe Sp. z o.o. z Bydgoszczy i Przedsiębiorstwem Budowy Dróg i Mostów KOBYLARNIA S.A. w Kobylarni k. Bydgoszczy. Koszt budowy trasy wyniósł 206,6 mln zł, w tym obiekty mostowe 151 mln zł. 92,7 mln zł dofinansowania uzyskano ze środków unijnych pochodzących z Regionalnego Programu Operacyjnego Województwa Kujawsko-Pomorskiego na lata 2007–2013.
Konstrukcję mostową wykonał i zmontował Zakład Konstrukcji Stalowych Firmy GOTOWSKI przy ul. Glinki. Do budowy zużyto 32 tys. metrów sześciennych betonu, 350 km kabli sprężających i 10 km pali fundamentowych. Dopuszczalny nacisk przejeżdżających pojazdów wynosi 11,5 tony na oś.
Przed odbiorem końcowym niezależny zespół badawczy, złożony ze specjalistów z Politechniki Świętokrzyskiej oraz Akredytowanego Laboratorium Badawczego Aspekt Sp. z o.o. dokonał próbnego, statycznego i dynamicznego obciążenia konstrukcji w taki sposób, który w warunkach eksploatacyjnych nigdy nie powinien zaistnieć. Po przeprowadzeniu badań stwierdzono, że nośność obiektu odpowiada klasie A, co umożliwiło rozpoczęcie użytkowania.
Most oraz całą Trasę Uniwersytecką oddano do użytku 12 grudnia 2013 r. o godzinie 18:00. Wcześniej, 8 września 2013 roku, most na jeden dzień został udostępniony do zwiedzania pieszym.
Most mieści dwie jezdnie o czterech pasach ruchu dla pojazdów, natomiast pozbawiony jest chodników dla pieszych i ścieżki rowerowej. Z tego powodu od 7 stycznia 2014 roku przejazdy przez most autobusami komunikacji miejskiej są zwolnione z opłat.
Most zajął 5. miejsce w głosowaniu na Makabryłę Roku 2013.
W 2019 wydłużono trasę w kierunku południowym; odcinek do Jana Pawła II oddano do prowizorycznego użytku 30 maja 2019, a 1 lipca 2019 w pełnym zakresie poza wiaduktem (nazwanym później im. T. Mazowieckiego), który oficjalnie otwarto 2 sierpnia 2019. W październiku 2019 wiadukt ten został wzbogacony o mural aut. Bartosza Bujanowskiego.

## Awaria mostu
Zaledwie niespełna 7 lat po otwarciu mostu, 22 sierpnia 2020 z uwagi na pogarszający się stan techniczny mostu (w szczególności punktów mocowania lin nośnych, które uległy tak dalekim odkształceniom, że w czterech przypadkach z 16 powinny ulec już zniszczeniu pod ciężarem własnym konstrukcji) zakazano wjazdu na niego pojazdów ciężarowych (o masie ponad 10 ton), a autobusom ograniczono prędkość do 30 km/h. Oficjalną przyczyną wprowadzenia ograniczeń były anomalie w węzłach mocujących. Uszkodzenia te zostały wykryte w związku z awarią monitoringu naciągu want. Jak się okazało, napływające wcześniej z tego systemu dane nie były analizowane przez zarządcę obiektu, pomimo tego, że na samo zainstalowanie systemu monitoringu wydano w czasie budowy 1,1 mln zł.
29 stycznia 2021, po przeprowadzonej przez Krzysztofa Żółtowskiego ekspertyzie wskazującej na zagrożenie bezpieczeństwa płyty konstrukcji znajdującej się nad korytem rzeki, podjęto decyzję o zamknięciu mostu. Wstrzymano również żeglugę na Brdzie pod przeprawą, natomiast bez zmian utrzymano możliwość przejazdu pod mostem ulicami Toruńską i Jagiellońską. Jako przyczynę pogorszenia stanu technicznego obiektu podano błędy projektowe (zakotwienia zostały zaprojektowane tylko na siły rozciągania, ale nie na siły zginające): przewodnią ideą projektu mostu stała się jego forma estetyczna, której podporządkowano kwestie techniczne, nie uwzględniając konieczności prawidłowego zastosowania wiedzy inżynierskiej. W celu uniknięcia katastrofy budowlanej obiektu, którego dopuszczalna nośność została przekroczona, w ciągu 2 miesięcy i kosztem 1,8 mln zł konstrukcja mostu została podparta przez wybraną bezprzetargowo 1 marca 2021 firmę Kormost tymczasowymi kratownicami. Szacowano, że naprawa obiektu pochłonie od 5 do 20 mln zł i potrwa od 180 do 300 dni, a wiec co najmniej do jesieni 2021. Jej wykonawcą również została firma Kormost, która za cenę niemal 6,3 mln zł (przy wartości kosztorysowej ok. 9,6 mln zł) zobowiązała się do wykonania naprawy w ciągu 180 dni, to jest do 26 stycznia 2022. Umowę w tej sprawie podpisano 30 lipca 2021. Prace naprawcze wymagały m.in. dospawania dodatkowych elementów o grubości 40 mm, a także luzowania want.
12 maja 2021 zarządca obiektu otrzymał kolejną ekspertyzę stanu technicznego mostu, wykonaną na Politechnice Gdańskiej, w myśl której zarówno zamknięcie mostu, jak i jego podparcie były technicznie nieuzasadnione. Rekomendacja dotycząca przywrócenia ruchu na moście nie została jednak poparta stosownymi obliczeniami. Okazało się również, że warty 1,1 mln zł monitoring działał poprawnie tylko przez kilka miesięcy po oddaniu przeprawy do ruchu.
Po zakończeniu prac remontowych, 21 stycznia 2022 obiekt poddano próbom obciążeniowym, po czym ruch kołowy na moście przywrócono 26 stycznia 2022. Autobusy komunikacji miejskiej  powróciły na trasę przez most dwa dni później.
W sprawie zagrożenia katastrofą budowlaną w l. 2021-2023 Prokuratura Okręgowa w Gdańsku prowadziła postępowanie, które na skutek przedawnienia (do którego doszło w 2018 - w pięć lat od otwarcia przeprawy), zostało umorzone.

## Dane techniczne
Most jest elementem Trasy Uniwersyteckiej o długości 1,582 km. W skład obiektów inżynierskich Trasy wchodzą:
- estakada lewobrzeżna E-1 – 5 przęseł, długość 272 m
- most nurtowy M-2 – 2 przęsła, długość 200 m
- estakada prawobrzeżna E-3 – 6 przęseł, długość 250 m
- wiadukt drogowy WD-4 w ciągu łącznicy DL-4 – 4 przęsła, długość 93,1 m
- wiadukt drogowy WD-5 w ciągu łącznicy DL-3 – 4 przęsła, długość 93,1 m
- kładka dla pieszych nad trasą drogową w ciągu Skarpy Południowej – 32,4 m

Całkowita długość mostu z estakadami wynosi ok. 720 m.
Most nurtowy przez Brdę jest obiektem dwuprzęsłowym o długości 200 m i rozpiętościach przęseł 110 + 90 m. Pylony mostu o wysokości 68,7 m ukształtowano w formie przenikających się podków o kształtach liter greckich alfa i omega, co jest oryginalną konstrukcją na terenie Polski. Skrzynkowe przekroje pylonów mają ścianki o grubościach od 3 do 7 cm. Pylony składały się ze 154 elementów o wadze ponad 2000 ton. Pomost pod obie jezdnie o zmiennej szerokości: 20,1 – 31,4 m jest podwieszony do pylonów za pomocą 16 lin (po 4 pary z każdej strony) w osłonach HDPE. Najdłuższe wanty mają 160 metrów długości. Konstrukcja przęseł jest stalowa, zespolona z betonową płytą współpracującą. Podporami są filary betonowe posadowione na palach wierconych. Fundamenty pylonów zostały posadowione na głębokości 35 m.
Estakady wykonano w formie pomostów skrzynkowych lub belkowych z betonu sprężonego opartych na podporach żelbetowych o oryginalnym kształcie. Kładka dla pieszych nad trasą drogową stanowi akcent widokowy trasy. Wykonano ją jako jednoprzęsłową konstrukcję stalową podwieszaną do dźwigarów w formie nieregularnych łuków.
Obiekt pomalowano w odcieniach zieleni, beżu, pomarańczy i czerwieni. Pylony oraz kładka widokowa dla pieszych są iluminowane po zmroku przy pomocy reflektorów LED, których barwa zmienia się co kilka minut od czerwieni, poprzez turkus, zieleń, po fiolet.
Mostem dysponuje Zarząd Dróg Miejskich i Komunikacji Publicznej w Bydgoszczy.

## Znaczenie komunikacyjne
Most Uniwersytecki należy do obiektów znacznie obciążonych ruchem drogowym w Bydgoszczy. Z uwagi na fakt, że stanowi fragment obwodnicy Śródmieścia, posiada duże znaczenie komunikacyjne po połączeniu jej z aleją Jana Pawła II i ul. Glinki. Po oddaniu mostu i Trasy Uniwersyteckiej do użytku zaobserwowano m.in. zmniejszenie zatorów pojazdów na ulicy Kujawskiej i alei Jana Pawła II, będących do końca 2013 r. głównymi arteriami północ-południe w Bydgoszczy.
W 2016 przebiegająca mostem droga uzyskała status drogi wojewódzkie nr 232 (umożliwiło to uzyskanie dofinansowania z RPO dla przedłużenia Trasy Uniwersyteckiej do al. Jana Pawła II). W uzasadnieniu wniosku prezydenta Bydgoszczy podkreślono, że posiada ona duże znaczenie komunikacyjne (jest łącznikiem dróg krajowych 5 i 80) oraz obronne, spinając dwa brzegi Brdy i umożliwiając przejazd najcięższych pojazdów, w tym ponadgabarytowych.
W marcu 2017 rozstrzygnięto przetarg na budowę wydłużenia Trasy Uniwersyteckiej do al. Jana Pawła II (koszt realizacji 28,5 mln zł) z terminem realizacji do czerwca 2018. Rozpoczęte prace drogowe przez ponad rok blokowane były przez współwłaściciela wywłaszczonego tartaku z ul. Ujejskiego, w wyniku czego prace budowlane przeciągnęły się o rok do czerwca 2019 roku. 14 maja 2019 znajdujący się na przedłużeniu Trasy wiadukt nad al. Jana Pawła II poddano próbom obciążeniowym (5 ciężarówek z kruszywem o masie 32 t każda). 1 lipca 2019 trasę przedłużono w pełnym zakresie poza wiaduktem, który oficjalnie otwarto 2 sierpnia 2019. Wzdłuż przedłużonego odcinka trasy posadzono 366 drzew.

## Nazwa
14 kwietnia 2010 roku (cztery dni po katastrofie smoleńskiej), na wniosek prezydenta Bydgoszczy Konstantego Dombrowicza, Rada Miasta przegłosowała nadanie obiektowi nazwy Mostu im. Lecha Kaczyńskiego.
27 listopada 2013 roku Rada Miasta Bydgoszczy podjęła uchwałę NR XLVIII/1071/13 nadając mostowi w ciągu Trasy Uniwersyteckiej w Bydgoszczy nazwę „Most Uniwersytecki”, decydując tym samym, że poprzednia uchwała traci moc prawną. Zmianę nazwy ostro skrytykowali działacze, posłowie i radni PiS, którzy zwrócili się do wojewody o jej unieważnienie.
Nazwa „Uniwersytecki” nawiązuje do kampusu Uniwersytetu Kazimierza Wielkiego, który zlokalizowany jest w sąsiedztwie ulicy Ogińskiego, a także upamiętnia przekształcenie w I dekadzie XXI wieku trzech uczelni w Bydgoszczy w uniwersytety (Uniwersytet Kazimierza Wielkiego, Uniwersytet Technologiczno-Przyrodniczy im. Jana i Jędrzeja Śniadeckich, Collegium Medicum im. Ludwika Rydygiera Uniwersytetu Mikołaja Kopernika).